# Ідекабтаген віклеуцел
Ідекабтаген віклеуцел (англ. Idecabtagene vicleucel), що продається під торговою маркою «Абекма» — клітинний генний препарат для лікування мієломної хвороби. Найпоширенішими побічними ефектами препарату є синдром вивільнення цитокінів, інфекції, підвищена втомлюваність, біль в опорно-руховому апараті, та ослаблення імунної системи (гіпогаммаглобулінемію).
Ідекабтаген віклеуцел — це генетично модифікована аутологічна химерна антигенна рецепторна Т-клітинна терапія, спрямована на антиген дозрівання В-клітин. Кожна доза підбирається з використанням власних Т-лімфоцитів пацієнта, які є типом лейкоцитів, зібраних та генетично модифікованих для включення нового гена, що сприяє націлюванню та знищенню клітин мієломи, та введених назад пацієнту.
Ідекабтаген віклеуцел був схвалений для медичного застосування в США в березні 2021 року. Це перша клітинна генна терапія, схвалена FDA для лікування мієломної хвороби. Препарат був схвалений для медичного застосування в Європейському Союзі в серпні 2021 року.

## Медичне використання
Ідекабтаген віклеуцел показаний для лікування дорослих з рецидивуючою або рефрактерною мієломною хворобою після двох або більше попередніх ліній терапії, включаючи імуномодулюючий засіб, інгібітор протеасоми та моноклональне антитіло проти CD38. Мієломна хвороба — це рідкісний тип лейкозу, при якому аномальні плазматичні клітини накопичуються в кістковому мозку, та утворюють пухлини в багатьох кістках тіла. Ця хвороба перешкоджає виробленню кістковим мозком достатньої кількості здорових клітин крові, що може призвести до зменшення кількості клітин крові. Мієлома також може пошкоджувати кістки та нирки, а також послаблювати імунну систему. Точна причина виникнення мієломи невідома. За даними Національного інституту раку, мієлома становила приблизно 1,8 % (32 тисячі) усіх нових випадків раку в США у 2020 році.

## Побічні ефекти
Етикетка FDA для ідекабтагену віклеуцелу містить обрамлене застереження щодо синдрому вивільнення цитокінів, неврологічної токсичності, гемофагоцитарного лімфогістіоцитозу/синдрому активації макрофагів та тривалої цитопенії. Синдром вивільнення цитокінів та гемофагоцитарний лімфогістіоцитоз/синдром активації макрофагів — це системні реакції на активацію та проліферацію химерних рецепторів антигена Т-клітин, що спричинюють підвищення температури тіла та грипоподібні симптоми, а тривала цитопенія — це зниження кількості певного типу клітин крові протягом тривалого періоду часу.
У квітні 2024 року обрамлене застереження FDA було розширено, щоб включити злоякісні новоутворення Т-лімфоцитів.

## Історія
Безпеку та ефективність ідекабтагену віклеуцелу оцінювали в багатоцентровому дослідженні за участю 127 осіб з рецидивуючою (мієлома, що повторюється після завершення лікування) та рефрактерною (мієлома, що не реагує на лікування) мієломою, які отримали щонайменше 3 попередні лінії протимієломної терапії; 88 % отримали 4 або більше попередніх ліній терапії. Ефективність оцінювали у 100 осіб, які отримували ідекабтаген віклеуцел у діапазоні доз від 300 до 460 ×106 химерних антигенних рецепторних Т-клітин. Загалом 72 % осіб частково або повністю відповіли на лікування. З обстежених 28 % осіб показали повну відповідь або зникнення всіх ознак мієломи на ідекабтаген віклеусел, і 65 % цієї групи залишалися в повній відповіді на лікування протягом щонайменше 12 місяців.
FDA задовольнило заявку на отримання статусу ідекабтагену віклеуцелу як проривної терапії та орфанного препарату. FDA схвалило препарат «Абекма» компанії «Celgene», яка входить у корпорацію «Bristol-Myers Squibb».

## Суспільство та культура

### Назва
Ідекабтаген віклеуцел — це міжнародна непатентована назва.